# Коронація Поппеї
«Коронація Поппеї» (італ. L'incoronazione di Poppea) — барокова опера на 3 дії з прологом італійського композитора Клаудіо Монтеверді. Одна з перших опер, написаних на історичний, а не на міфологічний сюжет, опера присвячена історії Поппеї Сабіни, другої дружини імператора Нерона.

## Головні дійові особи
- Поппея Сабіна (сопрано)
- Нерон, імператор (тенор)
- Октавія, дружина імператора (мецо-сопрано)
- Отон, чоловік Поппеї (баритон)
- Сенека, наставник імператора (бас)
- Друзілла, колишня наречена Оттона (сопрано)
- Арнальта, няня Поппеї (мецо-сопрано)
- Валетта, слуга (тенор)

## Сюжет
Дія розгортається в Римі в 62 р. н. е. Головна героїня — Поппея, одружена з другом Нерона — Отоном, стає коханкою імператора і мріє зайняти місце його дружини Октавії. Отон застає дружину з Нероном, а філософ Сенека відмовляє Нерона кинути дружину. Поппея вмовляє Нерона, і той наказує Сенеці покінчити з собою.
Ображена Октавія схиляє Отона вбити Поппею. Щоб здійснити цей задум, Отон зустрічається з Друзіллою, кинутою ним заради Поппеї, і перевдягається в її сукню. Він наближається до сплячої Поппеї і хоче її вбити, але її рятує бог Амур. Друзіллу заарештовують, але Поппея бере провину на себе, оскільки досі любить Оттона. Нерон засуджує її до страти, але тоді Отон розповідає правду про те, що насправді злочинець — він.
Нерон відправляє Отона у вигнання, Друзіллу вслід за коханим, а Нерон розлучається з Октавією і одружується з Поппеєю. Опера закінчується любовним дуетом молодят, проте «за кадром» лишається закінчення цієї історії: Нерон вдарить вагітну Поппею в живіт, і вона помре, його вб'ють змовники, а Отон стане імператором.